# Liste der Bodendenkmale in Handeloh
In der Liste der Bodendenkmale in Handeloh sind alle Bodendenkmale der niedersächsischen Gemeinde Handeloh aufgelistet. Die Quelle ist der Denkmalatlas Niedersachsen. Der Stand der Liste ist der 31. Oktober 2024.

## Allgemein

Handeloh im Landkreis Harburg

In den Spalten finden sich folgende Informationen des Bodendenkmales:
Lagegeographische Koordinaten
BezeichnungBezeichnung lt. Denkmalatlas
BeschreibungBeschreibung lt. Denkmalatlas
IDObjekt-ID
BildBild, ggf. zusätzlich mit Link zu weiteren Fotos im Medienarchiv Wikimedia Commons.

## Handeloh
| Lage                        | Bezeichnung                       | Beschreibung | ID       | Bild |
| --------------------------- | --------------------------------- | --- | -------- | ---- |
| 53° 15′ 31″ N, 9° 50′ 48″ O | Handeloh 4, Grabhügel             | Rund, oberflächlich für Bodenentnahme abgegraben. Durchmesser 15 m, erhaltene Höhe 0,9 m. | 28959703 | BW   |
| 53° 15′ 36″ N, 9° 50′ 49″ O | Handeloh 5, Grabhügel             | Breit, sanft gewölbt, von umlaufenden Graben, vermutlich durch den Raub eines Steinkranzes entstanden, umfasst. Durchmesser 20 m, erhaltene Höhe 1,3 m. | 28959706 | BW   |
| 53° 15′ 39″ N, 9° 50′ 50″ O | Handeloh 6, Grabhügel             | Flach, unscheinbar, zu beiden Seiten durch jüngere Hohlwege geschnitten. Durchmesser 10 m, erhaltene Höhe 0,5 m. | 28959804 | BW   |
| 53° 15′ 40″ N, 9° 50′ 53″ O | Handeloh 7, Grabhügel             | Flach, deutlich abgesetzt, beiderseits durch Hohlwege eingefasst, Südseite angegraben. Spuren des Forststreifenpflugs. Durchmesser 15 m, erhaltene Höhe 1,2 m. | 28959806 | BW   |
| 53° 16′ 0″ N, 9° 51′ 17″ O  | Handeloh 9, Grabhügel             | Gleichmäßig gewölbt, beiderseits Wegespuren, daher erscheint der Hügel größer. Neuere Eingrabungen von 4 × 2 m und 2 × 1 m am Süd- und Westrand. Durchmesser 13 m, erhaltene Höhe 1 m. | 28959805 | BW   |
| 53° 16′ 1″ N, 9° 51′ 16″ O  | Handeloh 10, Grabhügel            | Breit, flach, von Südwesten her etwa zur Hälfte abgegraben, wohl zur Sandgewinnung. Durchmesser ca. 15 m, erhaltene Höhe 1 m. | 28959807 | BW   |
| 53° 16′ 0″ N, 9° 51′ 18″ O  | Handeloh 11, Grabhügel            | Flach, gleichmäßig gewölbt, Ostseite obertägig für die Anlage des Brandschutzstreifens der Bahn abgetragen. Im Westen von historischer Wegspur geschnitten. Durchmesser 15 m, erhaltene Höhe 1,2 m. | 28959808 | BW   |
| 53° 15′ 59″ N, 9° 51′ 19″ O | Handeloh 12, Grabhügel            | Flach, deutlich abgesetzt, von Westen her zur Sandgewinnung angeschnitten, dabei wurde ca. 1/3 abgetragen. Durchmesser ca. 12 m, erhaltene Höhe 0,8 m. | 28959809 | BW   |
| 53° 16′ 4″ N, 9° 51′ 22″ O  | Handeloh 13, Grabhügel            | Steil, wuchtig, Kuppe verflacht und eine Eingrabung. Südosten durch modernen BVahnsteig angeschnitten. Durchmesser 15 m, erhaltene Höhe 1,4 m. | 28959811 | BW   |
| 53° 16′ 4″ N, 9° 51′ 21″ O  | Handeloh 14, Grabhügel            | Breit, mäßig gewölbt, mit großer alter Eingrabung in der Mitte. Durchmesser 15 m, erhaltene Höhe 1,2 m. | 28959812 | BW   |
| 53° 16′ 6″ N, 9° 51′ 22″ O  | Handeloh 16, Grabhügel            | Flach mit verfließendem Rand und zerwühlter Oberfläche. Zwei kleinere alte Eingrabungen und eine Abgrabung im Nordosten stören. Durchmesser 12 m, erhaltene Höhe 0,8 m. | 28959813 | BW   |
| 53° 16′ 6″ N, 9° 51′ 24″ O  | Handeloh 17, Grabhügel            | Ursprünglich wuchtig. An Ostseite durch Bahnsteig etwas angeschnitten, an der Westseite eine große Eingrabung zwecks Bodenentnahme von 8 × 3 m. Ältere Abgrabung von 6 × 2 m stört die Südseite. Durchmesser betrug ca. 15 m, erhaltene Höhe 1,5 m. | 28959814 | BW   |
| 53° 16′ 7″ N, 9° 51′ 25″ O  | Handeloh 18, Grabhügel            | Mäßig gewölbt mit stark zerwühlter Oberfläche und großer Eingrabung in der Mitte. Im Südosten durch Bahnsteig angeschnitten. Durchmesser 15 m, erhaltene Höhe 0,9 m. | 28959815 | BW   |
| 53° 15′ 21″ N, 9° 50′ 53″ O | Handeloh 19, Grabhügel            | Wuchtig mit kräftiger Wölbung. Im Norden und Osten umlaufender Graben stammt wahrscheinlich von der Beraubung des Steinkranzes. Im Südwesten durch Forstweg geschnitten. Durchmesser 17 m, erhaltene Höhe 1,6 m. | 28959810 | BW   |
| 53° 15′ 24″ N, 9° 50′ 51″ O | Handeloh 20, Grabhügel            | Sanft gewölbt mit umlaufendem Graben, wahrscheinlich von geraubtem Steinkranz. Eine alte große Eingrabung stört. Durchmesser 13 m, erhaltene Höhe 1 m. | 28959817 | BW   |
| 53° 15′ 24″ N, 9° 50′ 52″ O | Handeloh 21, Grabhügel            | Sehr stark zerwühlt, oval, Grabhügelrest mit drei großen alten Eingrabungen. Maße 21 × 13 m und 0,8 m erhaltene Höhe. | 28959818 | BW   |
| 53° 15′ 24″ N, 9° 50′ 56″ O | Handeloh 22, Grabhügel            | Sehr wuchtig mit verfließendem Rand und deutlich umlaufenden Graben von ausgebrochenen Steinkranz. Durchmesser 17 m, erhaltene Höhe 1,7 m. | 28959819 | BW   |
| 53° 15′ 26″ N, 9° 50′ 57″ O | Handeloh 23, Grabhügel            | Wuchtig mit Abgrabung an Südseite. Teilweise noch der Ausbruchsgraben des geraubten Steinkreises zu erkennen. Durchmesser 15 m, erhaltene Höhe 1,5 m. | 28959820 | BW   |
| 53° 15′ 32″ N, 9° 49′ 27″ O | Handeloh 24, Grabhügel            | Flach, Durchmesser 12 m, erhaltene Höhe 1 m. | 28959816 | BW   |
| 53° 15′ 0″ N, 9° 48′ 42″ O  | Handeloh 38, Grabhügel            | Flach, verwaschen. An Nordseite von Wirtschaftsweg angeschnitten. Im Zentrum sich tiefe Eingrabung von 2,5 m × 1,5 m und 0,5 m tief. Durchmesser ca. 10 m, erhaltene Höhe 0,6 m. | 28959932 | BW   |
| 53° 15′ 1″ N, 9° 48′ 42″ O  | Handeloh 39, Grabhügel            | Flach, verwaschen mit flacher Mulde in der Mitte. Möglicherweise früher überpflügt. Durchmesser ca. 8–10 m, 0,8 m erhaltene Höhe. | 28959933 | BW   |
| 53° 15′ 1″ N, 9° 48′ 42″ O  | Handeloh 40, Grabhügel            | Unscheinbar, verwaschen, Durchmesser ca. 7 m und erhaltene Höhe 0,7 m. | 28959935 | BW   |
| 53° 15′ 1″ N, 9° 48′ 43″ O  | Handeloh 41, Grabhügel            | Klein, unscheinbar, verwaschen, möglicherweise früher überpflügt. Durchmesser ca. 7 m, erhaltene Höhe 0,5 m. | 28959937 | BW   |
| 53° 15′ 26″ N, 9° 48′ 27″ O | Handeloh 42, Grabhügel            | Wuchtig, steilrandig mit großer alter Eingrabung in der Mitte. Westlich verlaufen historische Wegespuren und die gesamte Kuppe zeigt Spuren des Forststreifenpflugs. Durchmesser 15 m, erhaltene Höhe 1,4 m. | 28959939 | BW   |
| 53° 15′ 24″ N, 9° 48′ 26″ O | Handeloh 43, Grabhügel            | Flach, verwaschen mit sehr großer Eingrabung in der Mitte. Beiderseits verlaufen tiefe Wegespuren des alten Heerweges. Durchmesser 15 m, erhaltene Höhe 1 m. | 28959939 | BW   |
| 53° 15′ 17″ N, 9° 50′ 32″ O | Handeloh 49, Grabhügel            | Gleichmäßig gewölbt, Durchmesser 12,5 m und erhaltene Höhe 1,2 m. | 28959940 | BW   |
| 53° 15′ 15″ N, 9° 50′ 34″ O | Handeloh 50, Grabhügel            | Flach, Osthälfte abgetragen. Durchmesser 15 m, erhaltene Höhe 0,8 m. | 28959936 | BW   |
| 53° 15′ 11″ N, 9° 50′ 35″ O | Handeloh 51, Grabhügel            | Rund, Durchmesser ca. 12 m und erhaltenen Höhe ca. 1 m. | 28952862 | BW   |
| 53° 15′ 10″ N, 9° 50′ 33″ O | Handeloh 54, Grabhügel            | Überformt, als Gartenland wurde versucht den Urzustand wiederherzustellen. Der Hügelfuss wurde mittels einer Feldsteinreihe und einer Kiesschüttung markiert und der Hügelkörper mit Heide bepflanzt. Die Kuppenmulde wurde verfüllt. Durchmesser ca. 10 m, erhaltene Höhe ca. 0,8 m. | 28952863 | BW   |
| 53° 15′ 9″ N, 9° 50′ 32″ O  | Handeloh 55, Grabhügel            | Mit leichter Kuppenmulde. Am Ostrand kleines Holzhäuschen errichtet. Durchmesser ca. 12 m, erhaltene Höhe 1 m. | 28952864 | BW   |
| 53° 15′ 11″ N, 9° 50′ 33″ O | Handeloh 56, Grabhügel            | Rund, südöstliche Kante ca. 0,80 m hoch mit modernem Trockenmauerwerk eingefasst. Durchmesser ca. 14 m, erhaltene Höhe ca. 1 m. | 28952865 | BW   |
| 53° 15′ 12″ N, 9° 50′ 33″ O | Handeloh 57, Grabhügel            | Rund, Durchmesser ca. 10 m und erhaltenen Höhe 0,8 m. | 28952866 | BW   |
| 53° 15′ 11″ N, 9° 50′ 31″ O | Handeloh 58, Grabhügel            | Flach mit stark zerwühlter Oberfläche. Ostseite für Garageneinfahrt abgetragen. In der Mitte eine große alte Eingrabung. Durchmesser 15 m, erhaltene Höhe 0,9 m. | 28959941 | BW   |
| 53° 14′ 18″ N, 9° 50′ 30″ O | Handeloh 64, Grabhügel            | Flach, oben planiert, mit Resten zweier Bänke und nachträglich platzierten Findlingen. Im Nordosten und Süden durch Feldwege geschnitten. Dm. 15 × 10 m, erhaltene Höhe 0,8 m. | 28959942 | BW   |
| 53° 14′ 52″ N, 9° 50′ 30″ O | Handeloh 65, Grabhügel            | Gleichmäßig, sanft gewölbt, Spuren dreier flacher Eingrabungen. Durchmesser 15 m, erhaltene Höhe 1 m. | 28959938 | BW   |
| 53° 15′ 15″ N, 9° 48′ 37″ O | Handeloh 69, Landwehr             | Rest der Handeloher Landwehr bestehend aus Wall und Graben. Dieses Teilstück wurde ab 1911 größtenteils von lokalen Bauern in die Estewiesen abgefahren. | 28959944 | BW   |
| 53° 15′ 17″ N, 9° 48′ 40″ O | Handeloh 69, Landwehr             | | 51598851 | BW   |
| 53° 16′ 5″ N, 9° 51′ 22″ O  | Handeloh 70, Grabhügel            | Kräftig gewölbt mit zwei alten Eingrabungen, in der Mitte und an der Südseite. Durchmesser 15 m, erhaltene Höhe 1,2 m. | 28959945 | BW   |
| 53° 16′ 13″ N, 9° 51′ 19″ O | Handeloh 75, Wegespuren           | In Hanglage beiderseits des Büsenbachtals im Bereich einer alten Furt gelegenes Wegespurenbündel. Die schräg zum Hang verlaufende Wegerinnen sind Südwest-Nordost orientiert, abknickende Wegespuren laufen hangparallel. | 28959947 | BW   |
| 53° 13′ 14″ N, 9° 50′ 35″ O | Handeloh 76, Grabhügel            | Flach mit deutlich abgesetztem Rand. Eine Eingrabung in der Mitte, der Saum wird durch den Brandschutzstreifen der Bahnlinie im Süden und Westen leicht angeschnitten. Durchmesser 10 m, erhaltene Höhe 0,7 m. | 28959948 | BW   |
| 53° 14′ 30″ N, 9° 49′ 34″ O | Handeloh 77, Landwehr             | | 36144303 | BW   |
| 53° 14′ 30″ N, 9° 49′ 34″ O | Handeloh 78, Landwehr             | Landwehrabschnitt über ca. 640 m Länge noch zu verfolgen. Besteht aus Wall und südlich angrenzendem Graben. Der Wall ist etwa 5,50 m breit und 0,80 – 1,20 m hoch erhalten. Der Graben erreicht eine Breite von etwa 4,50 m bei 0,80 – 1,20 m erhaltener Tiefe. Im W-Teil, unmittelbar W der Bahnlinie eine alte Unterbrechung, durch die zwei tief eingeschnittene historische Wegespuren von Südwest nach Nordost verlaufen. | 28959950 | BW   |
| 53° 15′ 31″ N, 9° 50′ 35″ O | Handeloh 78, Landwehr             | | 36143722 | BW   |
| 53° 15′ 30″ N, 9° 50′ 38″ O | Handeloh 79, Grabhügel            | Flach, Rand fließend, in der Mitte eine große hufeisenförmige Eingrabung sowie Spuren des Forststreifenpflugs. Durchmesser 12 m, erhaltene Höhe 0,7 m. | 28959951 | BW   |
| 53° 15′ 26″ N, 9° 50′ 54″ O | Handeloh 80, Grabhügel            | Steil, wuchtig mit umlaufendem Graben von ausgebrochenem Steinkranz. Durchmesser 14 m, erhaltene Höhe 1,6 m. | 28959952 | BW   |
| 53° 15′ 39″ N, 9° 48′ 15″ O | Handeloh 81, Grabhügel            | Klein, tiefe zentrale Eingrabung, Dm. erscheint wahrscheinlich durch den Aushub zu groß. Durchmesser 7,5 m, erhaltene Höhe 0,6 m. | 28959953 | BW   |
| 53° 15′ 32″ N, 9° 48′ 21″ O | Handeloh 82, Grabhügel            | Zwischen ausgefahrenen Wegespuren, die auf den napoleonischen Straßenbau zurückgehen. Zerwühlt mit großer Eingrabung in der Mitte, Durchmesser 12 m, erhaltene Höhe 1 m. | 28959954 | BW   |
| 53° 14′ 46″ N, 9° 50′ 28″ O | Handeloh 84, Landwehr             | In Ortslage zwischen Kirchenstraße und Heidekamp gelegene, leicht bogenförmig verlaufende Landwehr. Es handelt sich wahrscheinlich um die östliche Fortsetzung des Landwehrzuges FstNr. 77. Erhaltene Teilstücke beiderseits der Bahnlinie zeigen eine Wall-Graben-Wall - Anlage, deren Gesamtbreite bei ca. 9 m liegt. Wälle max. bis 0,8 m Höhe erhalten. Die Datierung ist unklar und kann spätmittelalterlich bis neuzeitlich sein. | 28953009 | BW   |
| 53° 14′ 46″ N, 9° 50′ 35″ O | Handeloh 84, Landwehr (Teilstück) | | 28902707 | BW   |
| 53° 14′ 45″ N, 9° 50′ 46″ O | Handeloh 84, Landwehr (Teilstück) | | 28902814 | BW   |
| 53° 14′ 45″ N, 9° 50′ 50″ O | Handeloh 84, Landwehr (Teilstück) | | 36143778 | BW   |
| 53° 15′ 28″ N, 9° 49′ 24″ O | Handeloh 86, Landwehr             | Landwehrabschnitt besteht aus Wall und südlich parallel verlaufendem Graben. Im Graben ein moderner Feldweg. Wall ist im Profil rund und noch 1,2 m hoch erhalten bei 5 m Basisbreite. Die Anlage lehnt sich im Westen an das Gehege „Stuck“ an, welches bereits 1420 urkundlich genannt wird. Dieser Teil der Landwehr ist ebenfalls in der kurhannoverschen Landesaufnahme Ende des 18. Jh. verzeichnet. | 28959955 | BW   |
| 53° 15′ 28″ N, 9° 49′ 20″ O | Handeloh 86, Landwehr             | | 36143632 | BW   |
| 53° 15′ 27″ N, 9° 49′ 52″ O | Handeloh 87, Landwehr             | Landwehrabschnitt, ca. 420 m lang. Anlage aus Wall und vorgelagertem Graben. Wall (im N) ist noch 1,00–1,20 m hoch erhalten, bei 6 m Basisbreite. Der Graben (im S) ist 1,00–1,20 m tief, 5,60 m breit. Östliche Fortsetzung der Landwehr FStNr. 86. Im Süden erstreckt sich hier noch ein flacher Gegenwall über ca. 500 m. Kaum nennenswerte Beschädigungen außer an den heutigen Durchlässen. Die Landwehr ist bereits in der kurhannoverschen Landesaufnahme verzeichnet. Hier ist auch bereits die Lücke zur Fortsetzung FStNr. 86 verzeichnet. | 28959956 | BW   |
| 53° 15′ 27″ N, 9° 49′ 37″ O | Handeloh 87, Landwehr             | | 36143644 | BW   |
| 53° 15′ 20″ N, 9° 48′ 28″ O | Handeloh 88, Grabhügel            | Klein mit steilem, deutlich abgesetzten Rand. Durchmesser 6 m, erhaltene Höhe 0,6 m. | 28959957 | BW   |

### Handeloh 25
- ID:28959822
- Grabhügelfeld aus 11 Grabhügeln. Durchmesser zwischen 12 und 20 m, erhaltene Höhe 0,5 – 1,6 m.

| Lage                        | Bezeichnung | Beschreibung | ID       | Bild |
| --------------------------- | ----------- | --- | -------- | ---- |
| 53° 14′ 20″ N, 9° 49′ 21″ O | Handeloh 25 | Flach, gleichmäßig gewölbt mit kleiner Eingrabung in der Mitte. Durchmesser 12 m, erhaltene Höhe 0,50 m.                                      | 28959821 | BW   |
| 53° 14′ 19″ N, 9° 49′ 23″ O | Handeloh 26 | Wuchtig, gleichmäßig gewölbt, Durchmesser 17 m und 1,4 m erhaltene Höhe.                                                                      | 28959828 | BW   |
| 53° 14′ 18″ N, 9° 49′ 24″ O | Handeloh 27 | Breit, flach mit steilem Rand und alter Eingrabung in der Mitte. Durchmesser 16 m, erhaltene Höhe 0,8 m.                                      | 28959829 | BW   |
| 53° 14′ 17″ N, 9° 49′ 23″ O | Handeloh 28 | Ungleichmäßig, sanft gewölbt, Durchmesser 12 m und erhaltenen Höhe 0,8 m.                                                                     | 28959826 | BW   |
| 53° 14′ 16″ N, 9° 49′ 24″ O | Handeloh 29 | Kräftig gewölbt, Durchmesser 17 m und 1,6 m erhaltene Höhe.                                                                                   | 28959825 | BW   |
| 53° 14′ 15″ N, 9° 49′ 22″ O | Handeloh 30 | Breit, sehr flach mit kleiner Eingrabung in der Mitte. Durchmesser 20 m, erhaltene Höhe 0,6 m.                                                | 28959831 | BW   |
| 53° 14′ 17″ N, 9° 49′ 21″ O | Handeloh 31 | Sehr flach, breit, durch Panzerspuren zerwühlt. Durchmesser 15 m, erhaltene Höhe 0,6 m.                                                       | 28959830 | BW   |
| 53° 14′ 17″ N, 9° 49′ 17″ O | Handeloh 32 | Sanft gewölbt mit ausfließendem Rand. Ostseite komplett abgegraben. Mitte trägt eine kleine Eingrabung. Durchmesser 14 m, erhaltene Höhe 1 m. | 28959929 | BW   |
| 53° 14′ 16″ N, 9° 49′ 18″ O | Handeloh 33 | Flach mit unscharfem Rand und flacher Eingrabung in der Mitte. Durchmesser 15 m, erhaltene Höhe 0,7 m.                                        | 28959930 | BW   |
| 53° 14′ 14″ N, 9° 49′ 20″ O | Handeloh 34 | Wuchtiger Grabhügel mit zwei 1 × 3 m messenden Eingrabungen in der Mitte. Durchmesser 20 m, erhaltene Höhe 1,5 m.                             | 28959833 | BW   |
| 53° 14′ 11″ N, 9° 49′ 20″ O | Handeloh 35 | Breit mit verfließendem Rand und sehr zerwühlter Oberfläche. Durchmesser 20 m, erhaltene Höhe 1,5 m.                                          | 28959931 | BW   |
| 53° 14′ 8″ N, 9° 49′ 19″ O  | Welle 11    | Groß, flach mit alter Eingrabung in der Mitte. Im Osten und Westen durch Weg angeschnitten. Durchmesser 15 m, erhaltene Höhe 0,7 m.           | 28954904 | BW   |